# Голотівщина
Голоті́вщина —  село в Україні, у Лубенському районі Полтавської області. Населення становить 44 осіб. Колишній орган місцевого самоврядування — Богодарівська сільська рада.

## Географія
Село Голотівщина знаходиться на правому березі річки Лохвиця, вище за течією на відстані 2,5 км розташоване село Білоусівка, нижче за течією на відстані 2 км розташоване село Осняг.